# Линейни кораби тип „Императрица Мария“
Императрица Мария (на руски: Императрица Мария) са серия руски линейни кораба. Те са проектирани в периода 1910 – 1911 година на основата на линкорите от типа „Севастопол“ и са предназначени за обстрел на турските укрепления и подсигуряването на стоварването на десант на Босфора през бъдещата война в Черно море. В периода 1911 – 1917 година са построени три кораба от този тип. Четвъртият, „Император Николай I“, е заложен през 1914 г. по преработен проект, отличаващ се с усиленото брониране, но неговото построяване не е завършено поради започналата революция. Черноморските линкори от дредноутен тип, аналогични на балтийските по принципната си схема и водоизместимост, им отстъпват по мощност на силовата установка и скорост на хода, но ги превъзхождат по мощност на противоминната артилерия и степента на защита с броня.
Във връзка с решението да се оборудва „Императрица Мария“ като флагмански кораб, всички кораби от серията, с разпореждане на морския министър И. К. Григорович, е заповядано да се наричат кораби от типа „Императрица Мария“ независимо от това кой кораб ще бъде спуснат на вода.
„Императрица Мария“ потъва на 7 октомври 1916 г. поради взрив на погребите при неизяснени обстоятелства. „Императрица Екатерина Великая“ е потопена в Новоросийск на 18 юни 1918 г., за да не се допусне пленяването му от Германия. „Император Александр III“ нееднократно преминава от ръка на ръка, в крайна сметка попадайки в ръцете на Доброволческата армия и отплава в състава на Руската ескадра през 1920 г. в Бизерта, където той, през 1924 г., е предаден на СССР и впоследствие е пуснат на скрап.

## История на създаването

### Стратегически предпоставки
До 1910 г. в Черно море Русия съхранява пълното си превъзходство над Турция по остарели ескадрени броненосци (от 1907 г. линейни кораби). През януари 1910 г. Турция закупува в Германия два линейни кораба от додредноутния тип „Бранденбург“ построени в края на XIX век и четири нови миноносеца, а във Франция закупува още четири разрушителя. По такъв начин през 1910 г. турския флот вече се явява реална заплаха за руския Черноморски флот. През 1910 г., в разгара на дредноутната треска, Турция започва преговори с Англия за построяването на линкори. През 1911 г. в Англия е подписан договор за построяването за Турция на три дредноута: „Решад V“, „Султан Осман“ и „Фатих“. Първият се предполага да влезе в строй през април 1913 г., а към лятото на 1914 г. Турция разчита да има минимум два дредноута английска постройка. Това обстоятелство се явява основната причина за ускореното проектиране на руски линеен кораб дредноутен тип за Черно море. Впоследствие Турция не получава обещаните ѝ дредноути, тъй като, поради началото на Първата световна война, Великобритания ги реквизира.
Перспективата от усилването на ВМС на Турция обезпокоява Морското министерство на Русия, морският министър И. К. Григорович по този повод, в своя дневник пише: „Периода време от 1914 до 1915 година ще бъде за нас критичен, в смисъла на война с Турция, ако последната получи поръчаните от нея два дредноута по-рано от готовността на нашите линейни кораби…“. На 23 септември 1910 г., в Съвета на министрите, е изслушан доклад за спешните мерки за усилването на Черноморския флот. Според мнението на Морското министерство, за да се съхрани господството в Черно море, в допълнение към разполаганата там бригада в състав на трите броненосеца: „Евстафий“, „Иоанн Златоуст“, „Пантелеймон“, е необходимо срочно да се въведат в строй още три нови линкора, девет паротурбинни ескадрени миноносеца и шест подводни лодки.

### Проектиране

#### Технически условия за проектирането
За да се ускори разработката на проекта и построяването на черноморските дредноути, в качеството на прототип, е решено да се разгледа (вземе за основа) проектът за строящите се балтийски дредноути от типа „Севастопол“.
В основата на концепцията за проектирането на черноморския дредноут е заложен същият, както и при балтийските кораби, конструктивен тип, с усилване на защитата в ущърб на неговата проектна скорост в пределите на непроменена водоизместимост.
Подобен подход позволява значително да се ускори процеса на разработка на заданието за новите линейни кораби за Черно море, но заедно с това изначално залага в новия проект недостатъците, присъщи на балтийските дредноути, в т.ч. и линейно-монотонното разположение на кулите на главния калибър. Подобрение е увеличеният развал на шпангоутите по носа и неголемия праволинеен подем от носовата кула към форщевена на височина около 0,6 м. В резултат на това носовите кули при значително вълнение много по-малко страдат от опръскване и заливане.

#### Ескизно проектиране
На 9 юни 1911 г. утвърдените ТУ за предпроекта за черноморския дредноут са изпратени за поправки на следните заводи: „Руссуд“, „ОНЗ и В“, Балтийския, Адмиралтейския, а също и на завода на Круп в Германия, за разработката на варианти за предпроекти за черноморски дредноут на конкурсна основа. На конкурса предпочитание, при равни други условия, се дава на проектите, в които се предвижда усилване на артилерията на противоминния калибър в сравнение с балтийския прототип. Разглеждайки представените на конкурса проекти за дредноути, морския технически комитет дава предпочитанието си на вариантите представени от заводите на „Руссуд“ и „ОНЗиВ“, които и са положени в основата на разработката на окончателен ескизен проект, предвиждащ изпълнението на куполните установки на главния калибър такива, като на балтийския дредноут, но с усилване на бронирането. При това проектът на завода „Руссуд“ предвижда използването в качеството на противоминен калибър на най-новите 130-мм оръдия с дължина на ствола 55 калибра, производството на които вече е усвоено от Обуховския завод в Санкт Петербург.
На основата на утвърдения окончателен ескизен проект заводите на „ОНЗиВ“ и „Руссуд“ пристъпват към конкурсната разработка на своите варианти за техническия проект на дредноута.
Администрацията на ОНЗ и В, при съставянето на своя вариант за пълен проект на дредноута, привлича фирмата „Викерс“. Артилерийският отдел на ОНЗиВ запитва Морското министерство с предложението самостоятелно да проектира и произведе артилерийските кули за главния калибър за всичките три дредноута. Морското министерство решава да обяви за това нов конкурс.
На 11 октомври 1911 г. в списъците на Черноморския флот са предварително зачислени три дредноута, с названията: „Императрица Мария“, „Император Александр III“ (планирани за залагане в завод на „Руссуд“) и „Екатерина II“ (планиран за залагане в завод на ОНЗиВ). На 17 октомври 1911 г. се състоят тържествените церемонии по залагането на тези кораби.
През октомври 1911 г. към проектирането на куполните установки на главния калибър за черноморските дредноути на конкурсна основа са привлечени заводите: Металически, Обуховски, Путиловски и „Навал“.
Предлаганият от ОНЗ и В проектен вариант за кули на главния калибър по всичките си параметри отстъпва на работния проект на Путиловския завод.
В резултат на това, в пълния ескизен проект за дредноута от ОНЗ и В при три валова енергетична установка главните размери и главното натоварване по повечето отделни елементи надвишават тези на балтийския прототип, а по останалите елементи натоварването е необосновано занижена, при това проектната водоизместимост превишава зададеното и съставя 25 100 тона.

### Работно проектиране, построяване и конструктивни особености
Трите дредноута са официално заложени в един ден – 17 октомври 1911 г., в завода на Руссуд („Императрица Мария“ и „Император Александр III“) и в завода на ОНЗиВ („Императрица Екатерина II“). Следва да се отбележи това, че първоначално при зачисляването в списъците на флота, на 11 октомври 1911 г. с „Височайш“ указ, на третия черноморски дредноут е присвоено названието „Екатерина II“. Обаче в завода на „Навал“ (ОНЗиВ) изначално изначално цялата конструкторска документация за строящия се дредноут е обозначавана с името „Императрица Екатерина II“. В Адмиралтейството това несъответствие в названията на дредноута не се коригира до 14 юни 1914 г. (според други данни до 27 юни 1915 г.), когато корабът получава названието „Императрица Екатерина Великая“.
Разработката на работния проект (разработката на всички детайлни чертежи) трябва да се направи от завода „Руссуд“, а на останалите е предписано да използват светокопия на тези чертежи. За ускоряването на процеса на разработка на работните чертежи завода на „Руссуд“, по сключено с Морското министерство особено съглашение, получава в свое разпореждане от управите на Балтийския и Адмиралтейския заводи всички строителни чертежи на балтийските дредноути. В тази връзка проектирането на всички корабни системи, устройства, помещения и различното оборудване се свежда до налагането на тези чертежи към „черноморския“ вариант.
| Сравнителни контрактни тактико-технически елементи (ТТЕ) за дредноутите построени от „Руссуд“ и „Навал“: | Сравнителни контрактни тактико-технически елементи (ТТЕ) за дредноутите построени от „Руссуд“ и „Навал“: | Сравнителни контрактни тактико-технически елементи (ТТЕ) за дредноутите построени от „Руссуд“ и „Навал“: | Сравнителни контрактни тактико-технически елементи (ТТЕ) за дредноутите построени от „Руссуд“ и „Навал“: |
| Контрактни ТТЕ                                                                                           | „Императрица Мария“ и „Император Александр III“                                                          | „Императрица Екатерина II“                                                                               | |
| --- | --- | --- | --- |
| Водоизместимост (нормална), тона                                                                         | 22 600                                                                                                   | 23 873                                                                                                   | |
| Дължина по КВЛ, м                                                                                        | 168,00                                                                                                   | 169,46                                                                                                   | |
| Максимална ширина с бронята, м                                                                           | 27,43 | 28,07 | |
| Газене, м                                                                                                | 8,36 | 8,36 | |
| Метацентрична височина, м                                                                                | 1,76 | 1,66 | |
| Скорост (320 об/мин), възела                                                                             | 21 | 21 | |
| Максимална обща мощност (320 об/мин) към валовете, к.с.                                                  | 26 000                                                                                                   | 27 000                                                                                                   | |
| Контрактна стойност за построяването на корпуса с механизмите и устройствата, златни рубли               | 19 милиона 720 хил.                                                                                      | 20 млн. 804 хил.                                                                                         | |
| Обща контрактна стойност за построяването на кораба, златни рубли                                        | 27 млн. 780 хил.                                                                                         | 29 млн. 804 хил.                                                                                         | |

През лятото 1912 г., по инициатива на артилерийския отдел на ГУК и С, от Морското министерство е прието решение за провеждането на изпитания с обстрел на системата на брониране за намиращите се в процес на построяване балтийски дредноути от типа „Севастопол“. Съвсем скоро време резултатите от тези изпитания оказват съществено смущаващо въздействие върху процеса на работното проектиране и построяване на черноморските дредноути.
Надвисващата война води, независимо от печалния опит в миналото, да се води разработката на работните чертежи едновременно с построяването на корабите. Поради това самите кораби в серията имат множество разлики помежду си, и за това за серийно строителство може да се говори само условно. Влияние върху хода на работите има и това, че заводите за първи път строят такива големи кораби. Всичко това води до видим диферент към носа (свинско газене) при пълна водоизместимост, но поради подема на корпуса към носа и седловатостта на палубата това практически не влошава тяхната мореходност.
На 19 октомври 1913 г. Руссуд спуска на вода „Императрица Мария“. На 2 април 1914 г. към него се присъединява линкорът „Император Александр III“. На 24 май 1914 г., малко преди началото на Първата световна война, ОНЗиВ спуска на вода линейня кораб „Императрица Екатерина Великая“, и, без да дочака подписването на съответстващия контракт, на 9 юни залага на опустевшия стапел четвъртия линейн кораб, който получава името „Император Николай I“.

## Конструкция

### Корпус
Корабът има гладкопалубен корпус с незначителен подем в носовия край на 0,7 метра (от тях от носовата кула към форщевена са 0,6 м).
Корпусът има горна палуба с неголяма седловатост и подем, две гладки пълни палуби, средна и долна, и по две платформи по краищата извън пределите на машинните и котелните отделения.
По цялото си протежение корпусът има двойно дъно, а в подкуполните отсеци (освен кърмовия) – и трето. Корпусът е с набор по надлъжната схема.
Напречната метацентрична височина съставлява 1,76 м.
При производството на корпуса са използвани три марки стомана: мека корабостроителна с пределно съпротивление 42 кГс/мм² и с еластичност минимум 20%; с повишено съпротивление до 63 кГс/мм² и еластичност поне 18%; с високо съпротивление до 72 кГс/мм² и еластичност не по-малко от 16%.

### Брониране
Системата на броневата защита се състои от хоризонтални пояси по водолинията и горен пояс, две вътрешни бордови надлъжни прегради, 305-мм кули на главния калибър, котелни кожуси и бойни рубки. Хоризонталната бронева защита включва бронирани палуби: долна, средна и горна. Плочите на бордовата поясна броня по водолинията имат дебелина 262,5 мм в средната част на корпуса, намалявайки към краищата: на носа и кърмата до 125 мм. Главният брониран пояс, с височина 5,06 метра, се спуска, при проектното газене, под водолинията на 2 метра и в долната си част се опира на специална подставка, носеща върху себе си неговото тегло. Плочите се крепят към корпуса с помощта на броневи болтове, без използването на дървена подложка, и преминават през бордовата обшивка с дебелина 14 – 16 мм, свързвайки се със силовия набор на корпуса. На линкорите е използвано неравномерно брониране: зад главния пояс се намира вътрешен пояс с дебелина от 50 мм, бордовите прегради над средната палуба се покриват от 25-мм броневи плочи. По бордовете на горния броневи пояс се крепят броневи плочи с дебелина 125 мм, изтъняваща към носовия край до 75 мм. В района на кърмовия край горния пояс отсъства. Носовата траверса на горния пояса има дебелина на броневите листове от 50 мм, а кърмовата – 125 мм.
Долната бронирана (карапасна) палуба с дебелина 12 мм е постелена на стоманената палубна обшивка с дебелина 12 мм. Към бордовете долната бронева палуба има скосове от броневи листове с дебелина 50 мм. В кърмовия край долната палуба е хоризонтална по цялата ширина на корпуса (без скосове) и има дебелина от 50 мм. Средната бронева палуба, в средната част на кораба, има дебелина 25 мм и 19 мм в пространството между бордовете и надлъжните броневи прегради. В носовия край дебелината на средната палуба се равнява на 25 мм по цялата ширина на кораба, а в кърмовия е 37,5 мм по цялата негова ширина, изтънявайки до 19-мм над румпелното отделение. Горната бронева палуба с дебелина от 37,5 мм покрива цитаделата и носовия край, намалявайки към кърмата до 6 мм, а над плочите броня е поставена настилката от борови дъски с дебелина 50 мм. Бойните носова и кърмови рубки се защитават от бордова броня имаща дебелина 300 мм, покривите на рубките се прикриват с броневи листове с дебелина 250 мм, а подовете са 76 мм. Тръбите, защитаващи комуникациите между бойните рубки и централния пост, имат дебелина 76 мм, а в самите рубки – 127 мм.
Куполните установки за 305-мм оръдия на главния калибър се защитават от броневи плочи с дебелина 250 мм, а тилните плочи имат дебелина 305 мм. Покривите на куполните установки са прикрити от броня с дебелина 125-мм(100 мм), а бронята на неподвижните барбети е с дебелина над горната палубой и под нея на разстояние 0,75 м 250 мм, а нататък – 150 мм. Кожусите на комините се закриват от броневи листа с дебелина 22 мм. Елеваторите се защитават от броневи листя с дебелина 25,4 мм. Отстоянието на трюмната надлъжна противоминна преграда (с дебелина 8…9 мм) от борда (по максималната ширина при скулата) на „Императрица Мария“ е 3,5 м, а на „Екатерина II“ – 3,8 м. При проектирането на дадения тип линкори има частичен преход към метричната система мерки – за контрол на тегловата дисциплина калибровката на палубните и преградните плочи се провежда във фунтове – пропорционално на масата на един квадратен фут броневи лист. При това 40-фунтовата броня или корабостроителната стомана съответства на дебелина от 0,98"-0,99" (в зависимост от плътността на стоманата), или 24,9…25,1 мм, по-рано това закръгление се счита за равно на един дюйм (25,4 мм), вече 25 мм.

### Силова установка

#### Главна енергетична установка
Главната енергетична установка включва в себе си два комплекта турбини „Парсънс“ производство на фирмата „Джон Браун“ пряко задвижващи четирите гребни вала, въртящи четирите месингови гребни винта с диаметър 2,4 м. Главните механизми са разположени в пет водонепроницаеми отсека, между третата и четвъртата кули на главния калибър. Всеки комплект турбини се състои от турбина високо налягане за предния и заден ход и турбина ниско налягане за преден и заден ход. Турбините високо налягане въртят външните гребни валове, турбините ниско налягане – вътрешните.
Двадесет водотръбни котела „Яроу“ (произведени в Харков), с работно налягане 17,5 кГс/см², захранват турбинните агрегати.
Номиналната мощност на силовата установка съставлява 26 000 к.с., което трябва да осигурява скорост от 21 възела при 320 об/мин.
Площта на нагревателната повърхност на котлите съставлява 6800 м². Котлите трябва да имат отопление както с въглища, така и с нефтени остатъци.
На изпитанията от всички кораби е надхвърлена мощността от 33 000 к.с. и скоростта от 21,5 възела.

#### Електрозахранване
Шест турбогенератора за променлив трифазен ток снабдяват кораба с електроенергия с напрежение 220 В.
Сумарната мощност на корабната електростанция съставлява 1840 кВт.

### Въоръжение

#### Главен калибър
Артилерията на главния калибър на линкорите от типа „Императрица Мария“ съставляват дванадесет нарезни 305-мм оръдия конструкция на Обуховския завод, разположени в четири триоръдейни куполни установки, които получават в СССР обозначението МК-3-12. Оръдието има калибър от 304,8 мм при дължина на ствола от 52 калибра / 15850 мм, а неговата маса съставлява 50,7 т. Затворът на оръдията е бутален, патент на фирмата „Викерс“, конструкция на Аксел Уелин. Оръдието има обем на зарядната камера от 224,6 дм³ и разчетено за налягане в канала на ствола до 2400 кг/см², което позволява да се осигури на снарядите образец 1911 г. с тегло 470,9 кг начална скорост от 762 м/с, далечина на стрелбата 23 228 м при ъгъл +25°. Лафетите за 305/52 оръдия са конструирани на базата на лафетите за оръдията 305/40 на линкорите „Андрей Первозванный“. Макар проектната живучест на ствола (400 изстрела с пълен заряд) да не е достигната, тя съставя над 300 изстрела, което е значително повече, отколкото при съвременните им чуждестранни оръдия от същия калибър.
Разположението на кулите е линейно, също както при „Севастополите“, ъглите на обстрел на установките по единия борд съставляват: 0…155° за носовата кула, 25…155° за втората и третата кули и 25…180° за кърмовата кула. По този начин, всичките дванадесет оръдия могат да водят обстрел по траверса ±65°, но носовия и кърмовия сектори се обстрелват само от по три оръдия. Вертикалните ъгли на насочване изначално съставляват от −5 до +25°. Вертикално оръдията могат да се насочват или разделно, или по две, по три заедно. Насочването на оръдейната установка се осъществява с помощта на електродвигатели с постоянна скорост на въртене, работещи през хидромеханични регулатори на скоростта, известни като „муфи на Джени“ – един, с мощност 30 к.с. за завъртане на кулата и три, с мощност по 12 к.с. – за вертикалното насочване. Максималната скорост на хоризонталното насочване съставлява 3,2 град/сек, вертикалната – 4 град/сек. Също в установката е предвидено и ръчно задвижване, с помощта на което може да се осигури скорост на хоризонтално насочване от 0,5 град/сек, за което са необходими усилията на дванадесет души, а времето за насочване във вертикалната плоскост от −5° до +25° при това не надминава 45 секунди. Ъглите на зареждане съставляват от −5 до +13°. Кулите имат по-удобна компоновка на механизмите отколкото при „Севастополите“. За осигуряването на автономна стрелба всяка кула е оборудвана с оптичен далекомером в бронирани тръби с обективи, изнесени отвъд пределите на бойното отделение. Поръчките за производството на куполните установки за линкорите „Императрица Мария“ и „Императрица Екатерина II“, по чертежи на Путиловския завод, са дадени на „ОНЗиВ“, а за линкора „Император Александр III“ кулите са поръчани на Путиловския завод.

#### Противоминен калибър
Артилерията на противоминния калибър се състои от двадесет от най-новите 130-мм оръдия. Оръдията имат скрепен ствол с дължина 55 калибра и бутален затвор, патент на „Викерс“ (друго название: затвор на Уелин). Скорострелността на оръдията с 36,86-килограмови снаряди съставлява 6 изстрела в минута. Зареждането на оръдията е разделно-картузно. Боекомплектът на противоминния калибър, поради увеличаването на техния брой, е намален до 245 изстрела на оръдие против 300 при „Севастополите“.
Системата за управление на огъня не се отличава от използваната на балтийските линкори.

## История на службата
В хода на изпитанията на „Императрица Мария“ се проявява грешката в изчисленията на конструкторите на „Руссуд“ – при пълна водоизместимост кораба има „свинско газене“.
Командващият Черноморския флот, адмирал А. А. Еберхард, след влизането на кораба в строй, заповядва да се проведат следните мероприятия за отстраняването на диферента:
1. да се намали количеството на боезапаса за първите две кули на главния калибър до 70 изстрела на оръдие вместо 100;
2. за носовата група 130-мм оръдия оставят по 100 изстрела вместо 245 по щат;
3. скъсява се котвената верига по десния борд.

Тези мерки видимо разтоварват носовия край.
Така се проявяват резултатите от проектните претоварвания по инициатива на получателя. „Александр III“ влиза в строй с по-малко, до 18 броя, 130-мм оръдия – без крайните носови установки по десния и левия бордове – при него по този начин се премахват изявените в хода на изпитанията на „Императрица Мария“ претоварвания и диферента по носа. Тези мерки са направени независимо от това, че благодарение на по-удачната форма на корпуса, за разлика от линейните кораби от типа „Севастопол“, диферента по носа почти не снижава мореходността, а се явява по-скоро естетичен недостатък.

## Представители на серията
| Название                                            | Корабостроителница | Залагане            | Спускане на вода    | Приемане на въоръжение | Съдба                                                                     |
| --------------------------------------------------- | ------------------ | ------------------- | ------------------- | ---------------------- | ------------------------------------------------------------------------- |
| „Императрица Мария“                                 | Руссуд             | 17 октомври 1911 г. | 19 октомври 1913 г. | 25 август 1915 г.      | потъва на 7 октомври 1916 г. при взрив на погребите                       |
| „Император Александр III“ / „Воля“                  | Руссуд             | 17 октомври 1911 г. | 2 април 1914 г.     | 15 юни 1917 г.         | снет от въоръжение на 29 октомври 1924 г., предаден за скрап през 1936 г. |
| „Императрица Екатерина Великая“/ „Свободная Россия“ | ОНЗиВ              | 17 октомври 1911 г. | 24 май 1914 г.      | 5 октомври 1915 г.     | потопен от есминеца „Керчь“ на 18 юни 1918 г.                             |

## Оценка на проекта
| Сравнителни характеристики на капитални кораби | Сравнителни характеристики на капитални кораби | Сравнителни характеристики на капитални кораби | Сравнителни характеристики на капитални кораби | Сравнителни характеристики на капитални кораби | Сравнителни характеристики на капитални кораби | Сравнителни характеристики на капитални кораби |
|                                                | „Султан Осман I“ ()                            | „Хелголанд“                                    | „Севастопол“                                   | „Yavuz Sultan Selim“ ()                        | „Императрица Мария“                            | „Решадие“ ()                                   |
| ---------------------------------------------- | ---------------------------------------------- | ---------------------------------------------- | ---------------------------------------------- | ---------------------------------------------- | ---------------------------------------------- | ---------------------------------------------- |
| Клас                                           | линкор                                         | линкор                                         | линкор                                         | линеен крайцер                                 | линкор                                         | линкор                                         |
| Година на залагане                             | 1910                                           | 1908                                           | 1909                                           | 1909                                           | 1911                                           | 1911                                           |
| Година на влизане в строй                      | 1914                                           | 1911                                           | 1914                                           | 1912                                           | 1915                                           | 1914                                           |
| Водоизместимост нормална, т                    | 28 296                                         | 22 808                                         | 23 000                                         | 22 979                                         | 23 413                                         | 23 144                                         |
| Пълна, т                                       | 31 354                                         | 24 700                                         | 25 580                                         | 25 400                                         | 24 500                                         | 25 654                                         |
| Размери, м (Д×Ш×О)                             | 204,7×27×8,2                                   | 167,2×28,5×8,2                                 | 181,2×26,9×8,5                                 | 186,6×29,4×8,77                                | 168×27,3×9                                     | 170,5×28×8,6                                   |
| Номинална мощност на СУ, к.с.                  | 34 000                                         | 28 000                                         | 42 000                                         | 52 000                                         | 26 000                                         | 26 500                                         |
| Проектна максимална скорост, възела            | 22                                             | 20,5                                           | 23                                             | 25,5                                           | 21                                             | 21                                             |
| Далечина, мили (на скорост, възела)            | 7000 (10)                                      | 5500 (10)                                      | 3000 (10)                                      | 4120 (14)                                      | 2960 (10)                                      | 5300 (10)                                      |
| Брониране, мм                                  |                                                |                                                |                                                |                                                |                                                |                                                |
| Главен пояс                                    | 229                                            | 300                                            | 225+50                                         | 270                                            | 262,5+50                                       | 229 – 305                                      |
| Горен пояс                                     | 152                                            | 170 – 250                                      | 125+37,5                                       | 200                                            | 100+25                                         | 203                                            |
| Кули, чело                                     | 305                                            | 300                                            | 203                                            | 230                                            | 250                                            | 279                                            |
| Барбети                                        | 229                                            | 300                                            | 150                                            | 200 – 230                                      | 250                                            | 254                                            |
| Рубка                                          | 254                                            | 400                                            | 250                                            | 300                                            | 300                                            | 254                                            |
| Палуба                                         | 88 – 51                                        | 80 – 55                                        | 37,5+25+12                                     | 50 – 30                                        | 37,5+25+12                                     | 65 – 25                                        |
| Въоръжение                                     |                                                |                                                |                                                |                                                |                                                |                                                |
| Главен калибър                                 | 7×2-305-мм/46                                  | 6×2-305-мм/50                                  | 4×3-305-мм/52                                  | 5×2-280-мм/50                                  | 4×3-305-мм/52                                  | 5×2-343-мм/45                                  |
| Спомогателен калибър                           | 14×152-мм/50 4×57-мм                           | 14×150-мм/45 14×88-мм/45                       | 16×120-мм/50 2×63-мм                           | 12×150-мм/45 12×88-мм/45                       | 20×130-мм/55 8×75-мм                           | 16×152-мм/50 4×57-мм                           |
| Торпедно въоръжение                            | 3×1-533-мм ТА                                  | 6×1-500-мм ТА                                  | 4×1-450-мм ТА                                  | 4×1-500-мм ТА                                  | 4×1-450-мм ТА                                  | 4×1-533-мм ТА                                  |